# Боливија
Боливија (шп. Bolivia, кеч. Bulibya, ајм. Wuliwya), званично Вишенационална Држава Боливија (шп. Estado Plurinacional de Bolivia), је држава без излаза на море, која се налази у западно-централном делу Јужне Америке. Према северу и истоку се граничи са Бразилом, према југу са Парагвајем и Аргентином, према југозападу са Чилеом и према западу са Перуом. Седиште владе и извршног главног града је Ла Паз, док је уставна престоница Сукре. Највећи град и главни индустријски центар је Санта Круз де ла Сијера, који се налази на тропским низијама, углавном равном региону истока земље.
Суверена држава Боливија је уставно унитарна држава, подељена на девет департмана. Географија ове земље варира од врхова Анда на западу, до источних низија, смештених у басену Амазона. Једна трећина земље је унутар планинског ланца Анда. Са 1.098.581 km² површине, Боливија је пета по величини држава у Јужној Америци, после Бразила, Аргентине, Перуа и Колумбије (и поред Парагваја, који је уз Боливију једина држава без излаза на море у Америци), 27. по величини у свету, највећа земља без излаза на море на јужној хемисфери и седма по величини земља на свету, после Казахстана, Монголије, Чада, Нигера, Малија и Етиопије.
Становништво земље, процењено на 12 милиона, је мултиетничко, укључујући Американце, Местике, Европљане, Азијате и Африканце. Шпански је званични и преовлађујући језик, иако 36 аутохтоних језика такође имају званични статус, од којих су најчешће говорени језици гварани, ајмара и кечуа. Велики број различитих култура у Боливији је веома допринео разноврсности на пољима уметности, књижевности, музике, као и у кулинарству.
Пре доласка Европљана, област данашње Боливије била је део Царства Инка – највеће државе преколумбовске Америке. Конкистадори су овладали овим подручјем у 16. веку. Током највећег дела колонијалне владавине Шпаније, ова област је била позната као Горњи Перу и била је под управом Вицекраљевства Перу, ком је припадао највећи део шпанских колонија у Јужној Америци, иако је ово подручје имало значајну аутономију у надлежности Краљевске Аудијенције Чаркас. Борба за независност је трајала од 1809. до 1825, након чега је успостављена република названа по Симону Боливару. Током 19. и раног 20. века, Боливија је изгубила контролу над неколико периферних територија од стране суседних земаља. Боливија је остала релативно политички стабилна све до 1971, када је Хуго Банзер предводио државни удар који је подржавала ЦИА. Овај државни удар је социјалистичку владу Хуана Хозеа Тореса заменио војном диктатуром на челу са Банзером. Банзеров режим се обрачунавао са левичарском и социјалистичком опозицијом и другим облицима неслагања са његовом политиком, што је резултирало мучењем и смрћу једног броја грађана Боливије. Банзер је збачен 1978. и касније се вратио као демократски изабрани председник Боливије од 1997. до 2001. Под председавањем Ева Моралеса 2006–2019, земља је доживела значајан економски раст и политичку стабилност.
Боливија је земља у развоју, са средњим нивоом индекса хуманог развоја, и стопом сиромаштва од 53%. Модерна Боливија је чартер чланица УН, ММФ, Покрета несврстаних, ОАД и многих других. Боливија је и даље друга најсиромашнија земља у Јужној Америци, иако је смањила стопе сиромаштва и има најбрже растућу економију у Јужној Америци. Боливијске главне економске активности укључују пољопривреду, шумарство, рибарство, рударство и производну робу као што су текстил, одећа, рафинисани метали и рафинисана нафта. Боливија је веома богата минералима, укључујући калај, сребро, литијум и бакар. Као држава без излаза на море, 2010. године је склопила споразум са суседним Перуом, захваљујући којем је добила на коришћење луку Ило на 99 година.

## Порекло имена
Боливија је добила име по Симону Боливару, венецуеланском вођи у шпанско-америчким ратовима за независност. Лидеру Венецуеле, Антонију Хосе де Сукреу, понудио је или да задржи Горњи Перу (данашњу Боливију) у оквиру новостворене Републике Перу, и да се уједини са Уједињеним провинцијама Рио де ла Плате, или да прогласи независност од Вицекраљевства Перу које је имало контролу над највећим делом овог подручја. Сукре се определио за стварање нове земље, коју је у част Симона Боливара назвао по њему.
Новостворена држава се у почетку звала Република Боливар (шп. República de Bolívar). Неколико дана касније посланик Мануел Мартин Круз је предложио: „Ако од Ромула  Рим, онда од Боливара Боливијa“ (шп. Si de Rómulo Roma, de Bolívar Bolivia). Његов предлог је усвојен 3. октобра 1825. године. Уставом из 2009. назив државе Република Боливија промењен је у Вишенационална Држава Боливија ради признавања мултиетничности земље и унапређења положаја домородачких народа у новом уставу.

## Историја

### Период пре колонизације
Народ Ајмара је пре око две хиљаде година настанио највећи део подручја данашње Боливије. Данашњи Ајмаре себе сматрају за потомке припадника веома напредне цивилизације која се налазила у Тијаванаку, на западу Боливије. Главни град Тијаванака настао је око 1.500 година пре нове ере.
Између 600. и 800. године нове ере ова насеобина се развила у урбано средиште, чиме је постала важна регионална сила на јужним Андима. По првобитним проценама град се на врхунцу развоја простирао на око 6,5 km² и имао је између 15 и 30 хиљада становника. На основу сателитских снимака, начињених 1996, три најважније долине Тијаванакоа процењено је да је тамо у једном тренутку живело између 285.000 и 1.482.000 људи.
Око 400. године нове ере, Тијаванако се од локалне силе преобразио у пљачкашку државу. Проширио је територију у Јунге и донео је своју културу и начин живота многобројним народима у Перуу, Боливији, и Чилеу. Ова цивилизација није имала искључиво насилан карактер. Приликом ширења своје територије коришћена је политичка мудрост, стваране су колоније, склапани су трговински споразуми (који су друге цивилизације учинили зависним).
Царство је настављало да се непрекидно шири. Вилијам Х. Исбел наглашава да је „Тијаванако извршио велике промене између 600. и 700. године којима је успостављен нови монументални стандард у градској архитектури и значајно повећан број становника“.
Тијаванако је уместо уништавања наставио да интегрише припаднике других култура. Археолози су запазили да је грнчарија Тијаванака била присутна и код цивилизација које су биле део овог царства. Тијаванако је наставио да трговином између градова унутар царства још више учвршћује своју моћ.
Владајућа класа Тијаванака стекла је моћ захваљујући вишковима хране, прикупљенима из рубних области царства, које су контролисали и расподељивали целокупном становништву. Такође, ова класа људи је располагала стадима лама, која су представљала моћан вид контроле, јер су ламе биле веома важне за пренос робâ између градова и провинције. Ова крда су такође представљала класне разлике између обичних људи и елите. Контролом и манипулацијом вишкова хране, моћ владајуће класе расла је све до 950. године. У то доба долази до великих климатских промена, које су довеле до знатног смањења количине падавина у басену Титикаке, што је према процени археолога изазвало велику сушу.
Како су се количине падавина смањивале, велики број градова удаљених од језера Титикака давао је све мање хране владајућој класи. Са смањењем вишкова хране, и самим тим извором њихове моћи, власт елите почела је да опада. Главни град је постао једино место погодно за производњу хране захваљујући напредним пољопривредним техникама. Тијаванако је нестао око 1000. године зато што је пресушио његов главни извор моћи – производња хране. Вековима након тога област је била ненастањена.
Између 1438. и 1527, Царство Инка, током свог последњег великог ширења, овладало је највећим делом данашње западне Боливије. Инке нису дуго задржале власт над овом облашћу, јер је нагло ширење слабило царство.

### Колонијално раздобље
Шпанско освајање Царства Инка почело је 1524. а углавном је довршено 1533. године. У оквиру Шпанске империје подручје данашње Боливије било је познато под именом „Горњи Перу“, и било је у склопу Вицекраљевства Перу. Локалну власт вршила је Краљевска аудијенција у Чаркасу, данашњем Сукреу. Године 1545. основан је рударски град Потоси, који је привукао велики број људи у потрази за сребром, те је убрзо постао највећи град на америчком тлу са више од 150.000 становника.
До краја 16. века боливијско сребро је постало веома важан извор прихода за Шпанску империју. Домороци су коришћени као робовска радна снага, на исти начин као што је то рађено у преколумбовско доба путем мита. Тупак Катари је предводио устанак домородаца који је довео до опсаде Ла Паза у марту 1781, током које је погинуло 20.000 људи. Након слабљења утицаја шпанске круне, током Наполеонових ратова, долази до развоја покрета против колонијалне власти.

### Борба за независност
Борба за независност почела је 25. маја 1809. у Чикисаки, данашњем Сукреу, названа је револуцијом у Чикисаки. Након ње уследила је Револуција у Ла Пазу, током које је Боливија прогласила независност. Обе револуције су биле краткотрајне и шпанске власти су лако савладале устанике. Међутим, наредне године се Борба за независност Латинске Америке распламсала широм континента. Током рата између ројалиста и патриота Боливију је више пута заузимала и једна и друга страна. Као помоћ патриотама Буенос Ајрес је учествовао у три војна похода, да би се на крају задржао на одбрани своје границе код Салте. Боливију је коначно ослободио од ројалиста Антонио Хосе де Сукре, у војном походу са севера у ком му је помогао Симон Боливар. Након 16 година рата 6. августа 1825. проглашена је независна република.
Од стицања независности, Боливија је изгубила више од половине своје територије од суседних земаља. Дипломатским каналима 1909. године изгубила је слив реке Мадре де Диос и територију Пуруса у Амазонији, дајући Перуу 250.000 km². Изгубила је и државу Акре, у Акреском рату, важну јер је овај регион био познат по производњи гуме. Сељаци и боливијска војска су се кратко борили, али након неколико победа и суочавања са изгледом тоталног рата против Бразила, били су принуђени да потпишу Петрополиски споразум 1903. године, у којем је Боливија изгубила ову богату територију. Популарни мит каже да је председник Боливије Маријано Мелгарехо (1864–1871) мењао земљу за оно што је назвао „величанственим белим коњем“, а Акре су потом преплавили Бразилци, што је на крају довело до сукоба и страха од рата са Бразилом.

### Ратови са суседима
Године 1836, Боливија је под вођством маршала Андреса де Санта Круза, напала Перу и вратила на власт свргнутог председника генерала Луиса Хосе де Орбегоса. Перу и Боливија су тада основале Перуанско-боливијску Конфедерацију на челу са Санта Крузом као врховним заштитником (шп. Supremo Protector). Након напетости између конфедерације и Чилеа, Чиле је објавио рат 28. децембра 1836. године. Аргентина, савезник Чилеа, објавила је рат конфедерацији 9. маја 1837. године. Перуанско-боливијске снаге оствариле су неколико великих победа током Рата конфедерација: поразиле су аргентинску експедицију и прву чилеанску експедицију у бици код Паукарпате близу Арекипа.
Након те битке 17. новембра 1837. потписан је споразум између чилеанске и перуанске војске по ком је Чиле морао да се повуче са територије конфедерације, да врати заробљене бродове конфедерације, да нормализује привредне везе и да плати конфедерацији бивши перуански дуг. Међутим, јавност у Чилеу је била згрожена оваквим споразумом и приморала је владу да га одбаци. У другом походу чилеанске снаге су 20. јануара 1839. у бици код Јунгаја коначно поразиле снаге конфедерације. Након овог пораза, Санта Круз је поднео оставку и отишао је у егзил прво у Еквадор а затим у Париз, док је Перуанско-боливијска конфедерација расформирана.
Након обнове независности, перуански председник, генерал Агустин Гамара напао је Боливију. Перуанска армија је поражена 20. новембра 1841. у бици код Ингавија када је погинуо и сам Гамара. После те битке боливијска армија, под вођством генерала Хосеа Баљивијана, прешла је у контранапад у ком је заузела перуанску луку Арика. Обе стране су 1842. потписале мировни споразум чиме је означен крај рата.
Период политичке и привредне нестабилности половином 19. века ослабио је Боливију. Томе треба придодати и окупацију области богате природним ресурсима на југозападу Боливије, укључујући и њену пацифичку обалу, коју је извршио Чиле током Пацифичког рата у раздобљу од 1879. до 1883. године. Чиле је преузео власт над данашњом област Чукикамата, оближњим пољима шалитре, и луком Антофагаста.
Тако је од стицања независности Боливија изгубила више од половине своје територије. Такође је изгубила и област данашње савезне државе Бразила Акре у Акарском рату; важну због њених могућности за производњу гуме. Сељаци и боливијска армија су се кратко борили али је Боливија после неколико победа, и наговештаја да би могла да уђе у рат ширих размера са Бразилом, била присиљена да 1903. потпише Споразум у Петрополису, по ком је изгубила ову област. Крајем 19. века повећање цене сребра на светском тржишту омогућило је Боливији релативно благостање и политичку стабилност.

### 20. век
Почетком 20. века калај је заменио сребро као најважнији извор богатства у Боливији. Власт у Боливији је током прве три деценије 20. века спроводила либералну економску политику под покровитељством привредне и друштвене елите.
Услови рада Индијанаца, који су чинили већину становништва, су и даље били жалосни. Средства за рад у рудницима била су примитивна док су на великим поседима Индијанци били у практично феудалном положају. Нису имали могућности да се образују, привредно развијају, и да одлучују у политици. Пораз Боливије у Рату за Чако (1932-35), у ком је изгубила велики део области Гран Чако око које се спорила, представљао је прекретницу у развоју ове земље.
Почетком четрдесетих година 20. века на политичку сцену Боливије ступио је Револуционарни националистички покрет (шп. Movimiento Nacionalista Revolucionario) (РНП), најважнија политичка организација током 20. века у Боливији. Након што им је 1951. оспорена победа на председничким изборима РНП је наредне године предводио Боливијску националну револуцију која је на власт довела кандидата овог покрета, Виктора Паза Естенсора. Током првог Естенсоровог мандата дато је опште право гласа, извршена је потпуна аграрна реформа, промовисано је школовање људи у сеоским подручјима и извршена је национализација највећих рудника калаја.
Године 1964. војна хунта је свргнула са власти председника Естенсора, на почетку његовог трећег мандата. На изборима 1966. за председника је изабран Рене Баријентос Ортуњо, који је ту дужност обављао све до своје смрти 1969. године. Уплашена снажењем утицаја Народне скупштине и растом популарности председника Хуана Хосе Тореса, војска, РНП и још неке политичке организације поставиле су 1971. пуковника (касније генерала) Уга Банзера Суареза на место председника.
Банзер је од 1971. до 1974. владао уз подршку РНП-а. Након раскола у коалицији заменио је цивилне чланове владе са припадницима војске и увео је диктатуру. Током његове владавине привреда је знатно ојачала али су захтеви за већим политичким слободама умањили подршку коју је имао у народу.
Избори одржани 1979. и 1981. били су неубедљиви и обележени крађом. Генерал Луис Гарсија Меза Техада је 1980. спровео државни пуч који није имао подршку народа. Умирио је народ рекавши им да ће на власти остати само годину дана али је на крају године у телевизијском обраћању поручио да остаје на власти. Након војне побуне 1981. Меза је свргнут са власти а током наредних 14 месеци смењене су три војне владе. Нереди су присилили војску да сазове Конгрес, са члановима изабраним 1980, који треба да изабере новог шефа државе. Октобра 1982. Ернан Силес Зуазо поново је постао председник, након што је ту дужност обављао од 1956. до 1960. године.

## Географија

### Положај
Боливија је смештена у средишњем делу Јужне Америке, између 57°26' и 69°38' ЗГД и 9°38' и 22°53' ЈГШ. Заузима површину од 1.098.580 km², што је сврстава на 28. место на свету. Обухвата простор од централних Анда, део Гран Чака и део амазонске прашуме. Географско средиште земље је тзв. Пуерто Естреља на реци Рио Гранде, у провинцији Њуфло де Чавез у департману Санта Круз.
Боливију карактерише разноврсност тла и климе. Такође, има и једну од најразноврснијих флора и фауна на свету, као и неколико екорегиона као што су: Алтиплано; тропске шуме, где спада и Амазонска прашума; суве долине; Чикитанија, у којој се налазе тропске саване. За све ове области карактеристична је велика разлика у надморској висини, од 6542 метра на планини Невадо Сахама до 70 m дуж реке Парагвај. Упркос овим контрастима, Боливија нема излаз на море од Рата на Пацифику.

### Геологија и рељеф
Боливија се може поделити на три физичко – географске целине. Андска област на југозападу земље заузима 28% територије и протеже се на око 307.603 km². Ова област је смештена на надморској висини већој од 3.000 m и налази се између два планинска венца Анда: Западних Кордиљера и Средишњих Кордиљера, на којима се налазе неки од највиших врхова на америчком тлу, као што је Невадо Сахама (6.542 м) и Иљимани (6.462 м). Такође, овде се налази и језеро Титикака, највише пловно језеро на свету, и највеће језеро у Јужној Америци, које дели са Перуом.
Такође, у овој области налази се и Алтиплано и Салар де Ујуни, највеће сланиште на свету и важан извор литијума. Подандска област, која обухвата средишњи и јужни део Боливије, налази се између Андске висоравни и источних равница; простире се на 13% територије тј. на око 142.815 km². Обухвата боливијске долине и подручје Јунгаса. Одликује се развијеном пољопривредом и умереном климом. Област Љанос се налази на североистоку и обухвата 59% територије тј. око 648.163 km². Налази се северно од Средишњих Кордиљера; протеже се од подножја Анда до реке Парагвај. Рељеф одликују равнице и мале висоравни, густе прашуме и велика разноврсност флоре и фауне. Надморска висина у овој области не прелази 400 m.

### Воде
У Боливији постоје три слива, чије се воде одводњавају у Атлантски или у Пацифички океан. Слив реке Амазон, назива се и Северни слив, обухвата око 724.000 km² или 66% територије државе. Реке овог слива имају велике меандре, формирајући на тај начин језера као што је Муриљо у Департману Пандо. Главна притока Амазона у Боливији је река Маморе, дугачка око 2.000 km, тече према северу све до ушћа са, другом најважнијом реком у Боливији, Бенијем, дугачким 1.113 km. Река Бени, заједно са Мадеиром, формира главну притоку Амазона. Остале веће реке које припадају овом сливу су Мадре де Диос, Ортон, Абуна, Јата, и Гвапоре. Најважнија језера у овом сливу су Рогагвадо, Рогагва, и Хара. Слив реке Рио де ла Плата, назива се и Јужни слив, заузима површину од око 229.500 km² или 21% територије Боливије. Реке овог слива су углавном знатно мање него оне које припадају Амазонском сливу. Њему припадају реке Парагвај, Пилкомајо, и Бермехо. Најважнија језера су Убераба и Мандиоре, смештена у боливијским мочварама. Средишњи слив је ендореично подручје. Обухвата површину од 145.081 km² или 13% територије државе. На Андској висоравни налази се велики број језера и река које се не одливају ни у један океан јер су у потпуности окружени Андима. Највећа река овог слива је Десагвадеро, дугачка 436 km. Она истиче из језера Титикака и тече према југоистоку до језера Попо. Овај слив чине језера Титикака, Попо, Коипаса, река Десагвадеро и сланиште Салар де Ујуни.

### Клима
Клима у Боливији се знатно разликује у зависности од екорегиона, у источним љаносима је тропска док је на западним Андима поларна. Лета су на истоку земље топла са великом влажности, док су на западу такође топла али сува. Киша веома често утиче на температуру, влажност, ветрове, атмосферски притисак и испаравање, што омогућава појаву различитих типова климе. Приликом појаве климатског феномена Ел Нињо долази до великих промена времена. На западу су зиме веома хладне, око планинских венаца пада снег и ветар је израженији. Ван тропског подручја јесен је сува.
- У љаносима преовлађује тропска клима, коју карактерише велика влажност и просечна температура од 30 °C. Ветар који дува из правца амазонске прашуме доноси велике количине падавина. У мају је, због сувих ветрова, мала количина падавина, и највише је сунчаних дана. Међутим, ветрови који дувају са југа, познати као суразоси, могу да на неколико дана значајно снизе температуру.
- На Андској висоравни преовлађује пустињско-поларна клима, са јаким и хладним ветровима. Просечна температура се креће од 15 до 20 °C. Током ноћи, температура значајно опада на нешто изнад 0 °C, док је током дана суво време а сунчева светлост је јака. Сваког месеца долази до смрзавања тла а снежне падавине су учестале.
- У долинама и јунгасима преовлађује умерена клима. Влажни североисточни ветрови дувају ка планинама, доносећи велику влажност и кишу. Температура на вишој надморској висини је знатно нижа. Снег се јавља на надморској висини већој од 2000 m.
- У области Чако преовлађује суптропска степска клима. У јануару су велике количине падавина и велика је влажност ваздуха, док су у осталом делу године дани топли а ноћи су хладне.

### Административна подела
Боливија је подељена у девет департмана. Департмани су даље деле у покрајине, те општине и кантоне.
| № | Застава | Грб | Департман                      | Главни град | Површина  | Становништво 2008 | Званични језик                |
| - | ------- | --- | ------------------------------ | ----------- | --------- | ----------------- | ----------------------------- |
| 1 |         |     | Бени                           | Тринидад    | 213.564   | 430.049           | шпански, мошењо               |
| 2 |         |     | Кочабамба                      | Кочабамба   | 55.631    | 1.786.040         | шпански, кечуански            |
| 3 |         |     | Ла Паз                         | Ла Паз      | 133.985   | 2.756.989         | шпански, кечуански и ајмарски |
| 4 |         |     | Оруро                          | Оруро       | 53.558    | 444.093           | шпански                       |
| 5 |         |     | Пандо                          | Кобија      | 63.827    | 75.335            | шпански                       |
| 6 |         |     | Потоси                         | Потоси      | 118.218   | 780.392           | шпански, кечуански            |
| 7 |         |     | Санта Круз                     | Санта Круз  | 370.621   | 2,626.697         | шпански, гварани              |
| 8 |         |     | Тариха                         | Тариха      | 37.623    | 496.988           | шпански                       |
| 9 |         |     | Чукисака                       | Сукре       | 51.524    | 631.062           | шпански, кечуански            |
| - |         |     | Вишенационална Држава Боливија | Сукре       | 1.098.581 | 10.027.254        | шпански, кечуански и ајмарски |

## Привреда
Боливија је тренутно у раздобљу дугорочних привредних промена усмерених ка одржавању стабилних цена и стварању услова за економски раст. Највеће промене односе се на приватизацију бројних јавних предузећа и подстицање предузетништва. Након победе Боливара Ева Моралеса на изборима процес распродаје државне имовине је заустављен. Сада је у руке државе прешла електро-привреда железница и цео енергетски сектор нафте и гаса. Реформе се окрећу од либерализма и покушава се индустријализација.
Највећи извозни ресурси су калај, злато, накит и производи од дрвета. Пољопривреда напредује уз примену модерних начина обраде тла, а највише се извози соја. На трећем месту је кориштење рудних богатстава. Последњих година почео је извоз великих количина природног гаса у Бразил.
Трговина са суседним државама је у порасту, иако САД остаје највећи трговински партнер.

## Становништво
Према подацима боливијског Националног института за статистику (шп. Instituto Nacional de Estadística, скраћено INE) Боливија је 2012. имала 10.027.254 становника.
Током последњих педесет година становништво Боливије се утростручило; са стопом раста од 2,25% годишње. Раст становништва је у раздобљима између два пописа (од 1950. до 1976. и од 1976. до 1992.) био око 2,05%, од 1992. до 2001. био је 2,74%, док је у последњем међупописном раздобљу био 1,71% годишње.
У урбаним подручјима живи 62,43% становништва, док 37,57% живи у руралним областима. Највећи број људи, око 70%, живи у департманима Ла Паз, Санта Круз, и Кочабамба. Густина становништва је 9,13 по квадратном километру, с тим да се она доста разликује у зависности од департмана. У департману Пандо је 0,8 становника по квадратном километру, док је у департману Кочабамба 26,2 становника по квадратном километру.
Највећа концентрација становништва је у тзв. централној осовини и у области Љанос. Боливија има младо становништво. Према попису из 2011, око 59% становништва било је старо између 15 и 59 година, док је 39% било млађе од 15 година. Скоро 60% становништва је млађе од 25 година.

### Генетика
Према генетској студији урађеној на Боливијцима, просечне вредности индијанског, европског и афричког порекла су 86%, 12,5% и 1,5%, код појединаца из Ла Паза и 76,8%, 21,4% и 1,8% код појединаца из Чукисаке.

### Национална структура
Национални састав Боливије је шаролик. На основу резултата пописа из 2012. међу особама старијим од 15 година, које су се изјасниле као припадници неког домородачког народа, најбројније су Кечуе са 1.281.116 припадника, следе Ајмаре са 1.191.352, па народи Чикитано са 87.885, Гварани са 58.990, и Моксењо са 31.078 припадника. Попис није посебно евидентирао местике и белце, којих заједно, међу становништвом старијим од 15 година, има 4.032.014, док Афроболивијаца има 16.329.
Домородачки народи у Боливији могу се према месту боравка поделити на оне који живе на Андима и на народе из источних равница (љаноса)
Народи на Андима
- Ајмаре настањују углавном департмане Ла Паз, Оруро, и Потоси.
- Кечуе настањују првенствено департмане Кочабамба и Чукисака, такође, живе и у планинским областима Потоси и Оруро

Народи у источним равницама
- најбројнији народи на овом подручју су Гварани и Мохос, који настањују претежно департмане Санта Круз, Бени, Тариха, и Пандо.

Местици живе широм Боливије, док белци живе углавном у великим градовима као што су Ла Паз, Санта Круз де ла Сијера и Кочабамба али и у неким мањим градовима као што је Тариха. У Департману Санта Круз се налази знатна колонија (око 70.000 људи) немачких менонита.
Афроболивијци су потомци афричких робова који су ту доведени током постојања Шпанске империје. Они претежно настањују Департман Ла Паз, у провинцијама Северни и Јужни Јунгас. Робовласништво је у Боливији укинуто 1831. године.
Од азијских народа најбројнији су потомци јапанских, кинеских, корејских и либанских досељеника.

### Аутохтони народи
Аутохтони народи Боливије могу се поделити у две категорије етничких група: Анде, који се налазе у Андском Алтиплану и региону долине; и равничарске групе, које насељавају топле регионе централне и источне Боливије, укључујући долине Департмана Кочабамба, области Амазонског басена у северном департману Ла Паз и низијске департмане Бени, Пандо, Санта Круз и Тарија (укључујући Регија Гран Чако на југоистоку земље). Велики број андских народа је такође мигрирао да формирају Кечуа, Ајмара и интеркултуралне заједнице у низинама.

### Језик
Уставом Боливије дефинисано је 37 службених језика. Поред шпанског, ту спадају језици домородачких народа Боливије, а то су: Ајмара, Араона, Бауре, Бесиро, Венхајек, Гварају, Гварани, Гварсуаве, Есе Еха, Замуко, Итонама, Јаминава, Јуки, Јуракаре, Кавинењо, Кајубаба, Каничана, Кечуа, Леко, Маропа, Мачахујаи-Калаваја, Мачинери, Мовима, Море, Мосетен, Мохењо-Игнасијано, Мохењо-Тринитарио, Пакавара, Пукина, Сириони, Такана, Тапијете, Торомона, Уручипаја, Чакобо, Чиман.
Домородачки језици са највећим бројем говорника су кечуа, ајмара, и гварани.

### Религија
Боливија је секуларна држава у којој је зајамчена слобода вероисповести. На основу пописа из 2001, који је спровео Национални институт за статистику, 78% становника Боливије су римокатолици, 19% су протестанти, док 3% припадају другим хришћанским деноминацијама. Протестантизам и традиционална веровања урођеника убрзано добијају све више следбеника.
Око 2% становништва изјашњава се као агностици или атеисти.

## Култура

### Уметност
Боливијска уметност се показује кроз различите медије, укључујући сликарство, скулптуру и грнчарију. Разноликост земље и њених људи, као и шаренило свакодневног живота у Боливији чине сјајна уметничка дела, од којих нека нису добила пажњу коју заслужују. Један од главних разлога за то би могао бити недостатак боливијских музеја у прошлости. Међутим, у последње време у земљи се отварају многе нове уметничке галерије и музеји, дајући боливијским уметницима више могућности да покажу свој рад. Град Санта Круз је посебно познат по приказу боливијске уметничке културе, укључујући сликарство, архитектуру и занатске производе. Колонијалним периодом доминирали су уметници као што је Мељор Перез де Олгин, док су боливијски уметници 20. века Гузман де Рохас, Артуро Борда, Марија Луиза Пачеко и Марина Нуњез дел Прадо.

### Архитектура
Боливија је дом јединственог стила уметности и архитектуре познатог као Местицо барок, настао када је традиционална верска уметност коју су донели Шпанци комбинована са стиловима аутохтоног боливијског народа.

### Књижевност
Историја боливијске књижевности обележена је пре свега друштвеним и политичким контекстом и разним догађајима који су обележили историју земље. Још у 19. веку модернистички песници су овој младој земљи оставили богато наслеђе. Међу именима за памћење су Франц Тамајо, Грегорио Рејнолдс и Рикардо Хајмес Фрејре.
У двадесетом веку писање је постало све више политичко; писци Оскар Серуто (Огњена бујица 1935.) и Августо Сеспедес (Бунар 1936.) причају о Чарко рату, а након смрти Че Геваре 1967, дела као што је Los Fundadores del Alba Рената Праде Оропезе, која су била потпуно политички оријентисана, почео да се појављује. Али са диктатурама 1970-их и 1980-их, субверзивни аутори су углавном били ућуткани, а сва књижевна продукција била је обуздана политичком моћи. Од краја 1960-их, боливијско писање је више фикција него било шта друго.
Поред тога, од почетка 20. века, писци су се све више окретали аутохтоној публици: један од примера је La misk'isimi (на кечуа, „слатке усне“), Адолфе Косте ду Релса. Али боливијска књижевност је заиста заслужила своја писма племства са Јоландом Бедрегал. Ова песникиња, романописац и вајар је такође написала извештаје и произвела више од 16 књига, између поезије, романа, антологија, бројне публикације извештаја за децу и друге митове и фолклор културе Ајмара и Кечуа. Међународно призната уз доделу неколико међународних признања, добила је, на пример, титулу Даме Америке од Националног савета за женска права у Мексику, а од стране Друштва аргентинских писаца названа је „Јоланда Америке“.

### Музика
Једна од најзанимљивијих ствари у Боливији је чиста распрострањеност шарене и радосне музике и плеса у земљи. Локално позната као фолклорико, музичка традиција Боливије одржава се у животу кроз бурне уличне параде које се редовно одржавају широм земље.
У суштини боливијски, Моренада је вероватно најпопуларнији и најзаразнији фолклорни жанр. Прича о афричким робовима који су доведени да раде у рудникима сребра у Потоси под командом Шпанаца. То је представљено у њиховој беспрекорној одећи, где мушкарци носе црне маске и рашчупане дуге браде, док звона око њихових чланака означавају звецкање робовских ланаца. Жене, с друге стране, носе провокативне миниће и шарене блузе са дубоким изрезима - уобичајена тема међу већином жанрова боливијског плеса.
Капоралес, лако препознатљив плес један је од најжешћих и увек омиљен код публике. То је релативно нов плес, који потиче пре само 50 година из афро-боливијске заједнице Лос Јунгас у посвећењу Богородици од Сокавона. Њихова инспирација дошла је од Ел Капорала, предрадника мешовите расе који је надгледао робове Потосија. Мушкарци облаче светлуцава, разнобојна комбинезона са пословођском капом и бичем, док су жене оскудно обучене. Сматра се да је плес један од најтежих за савладавање, јер захтева приличну вежбу пре сваког догађаја. Учесници морају да прате низ сложених корака пре него што скоче напред и ударе ногом у ваздух, што је атлетски подвиг који се показује тешким у разређеном ваздуху у боливијским регионима на великим надморским висинама.
Тобас плес датира из предколонијалних времена када су Инке владале огромним подручјима континента. Легенда каже да су се упустили у полусушну регију Чако у источној Боливији и налетели на племе домородаца познатих као Тобас. Инке су наводно били толико импресионирани Тоба музиком и плесом да су поштедели племе, поводећи само најбоље музичаре и плесаче са собом назад у краљевство да их користе као краљевску забаву. Одећу карактеришу мушке чудне, помало застрашујуће маске, док жене носе шарено перје.

### Кинематографија
Боливијска кинематографија се састоји од филмова и видео снимака направљених у држави Боливије или од стране боливијских филмских стваралаца у иностранству. Иако је филмска инфраструктура у земљи премала да би се сматрала филмском индустријом, Боливија има богату филмску историју. Боливија константно производи дугометражне филмове од 1920-их, од којих су многи документарни или имају документарни приступ својој теми. Историчар филма Хосе Санчез приметио је да је доминантна тема многих боливијских филмова домородачке културе и политичка репресија у земљи.

### Фестивали и сајмови
Од духовних и традиционалних, до дивљих и западњачких, боливијски фестивали су јединствени, шарени. Неки од познатих фестивала су Аласитас (јануар), Оруро карневал (фебруар), Фестивал дел Гран Подер у Ла Пазу (мај), Сан Хуан (јун), Уркупиња (август) и многи други. У Боливији се мешају хришћанска веровања са домородачким традицијама. Ови наизглед нечастиви синдикати резултирају фантастичним прославама које изгледају познато, али егзотично. Натита фестивал је сличан Дану мртвих у Мексику и дешава се у боливијским Андима. Мештани учествују у украшавању лобања својих мртвих, верујући да ће их заштитити током године. Традиција каже да натите штите породице које их чувају: помажу њиховим пословима да напредују, брину о кућама од могућих лопова, обезбеђују здравље својих власника, помажу у проналажењу партнера и штите од злих духова.

### Гастрономија
Боливијска кухиња потиче од комбинације шпанске кухиње са аутохтоним састојцима и традиције Ајмара, између осталог, са каснијим утицајима Немаца, Италијана, Француза и Арапа због доласка имиграната из тих земаља. Традиционални састојци многих јела боливијске кухиње су кукуруз, кромпир, квиноја и пасуљ. Ови састојци су комбиновани са бројним основним производима које су донели Шпанци, попут пиринча, пшенице и меса, укључујући говедину, свињетину и пилетину.
Боливијска кухиња се разликује по географским локацијама. У западној Боливији у Алтиплану, због високе, хладне климе, користе се зачини, док се у низијама Боливије у амазонским регионима јела састоје од производа који обилују тим регионом: воћа, поврћа, рибе и јуке.

## Спорт
Као и у већини јужноамеричких земаља, фудбал је најпопуларнији спорт. Репрезентација је фудбалска репрезентација Боливије, позната под надимком "Зелени".
Рекетбол је други најпопуларнији спорт у Боливији по резултатима на Играма Одесур 2018 одржаним у Кочабамби. Боливија је освојила 18 медаља на Панамеричким играма, а 15 је било са рекетбола, укључујући њихове једине златне медаље, освојене у мушкој екипној дисциплини 2019. и 2023, плус злато у појединачној конкуренцији за мушкарце 2023. од стране светског шампиона Конрада Москоса.
Кошарка је посебно популарна и утицајна у департману Потоси.